# Women in Red
Women in Red, abrégé WiR, est un projet dont le but est de réduire les biais de genre au sein de la version anglophone de Wikipédia. Il vise la création d'articles au sujet de femmes remarquables qui ne figurent pas encore dans l'encyclopédie. Le nom du projet vient du fait que le nom de ces femmes est marqué par des hyperliens rouges dans les articles ou modèles existants de Wikipédia.

## Histoire du projet
Women in Red est à l'origine un projet de Roger Bamkin et de Rosie Stephenson-Goodknight, tous deux contributeurs bénévoles. Bamkin l'avait initialement baptisé « Projet XX », mais ce nom a été rapidement rejeté en faveur de WikiProject Women in Red. Peu après son lancement, la chercheuse féministe et rédactrice bénévole Emily Temple-Wood rejoint le projet. Un de ses engagements consiste à ajouter un nouvel article Wikipédia dédié à une femme de science chaque fois que quelqu'un la harcèle. 
Lors de l'édition 2016 de Wikimania, à Esino Lario en Italie, Jimmy Wales, cofondateur de Wikipedia, nomme Stephenson-Goodknight et Temple-Woods Wikipédiens de l'année pour leurs efforts communs visant à combler les biais de genre.

## Méthodes

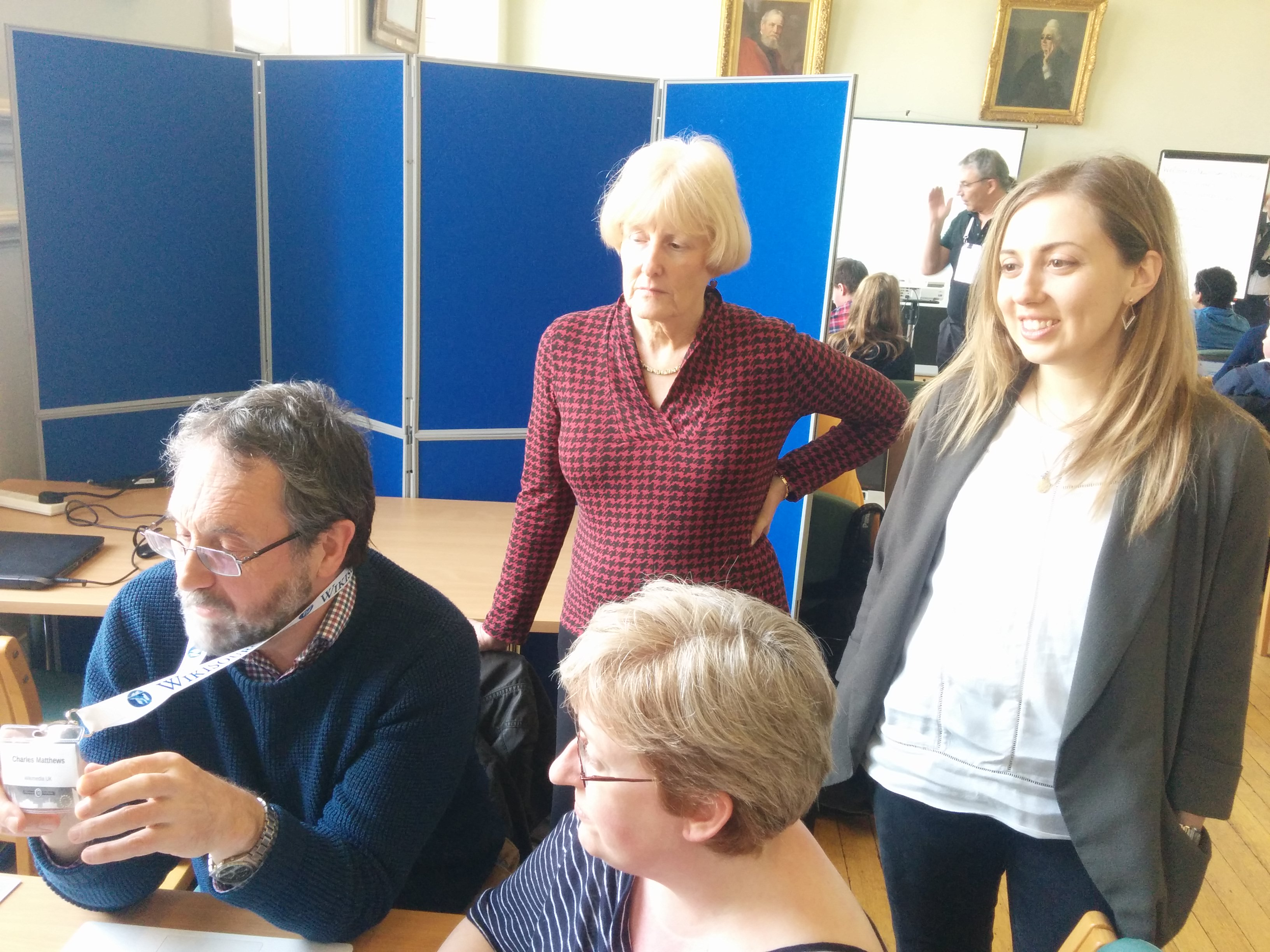
WiR Edit-a-thon au Newnham College en 2017.

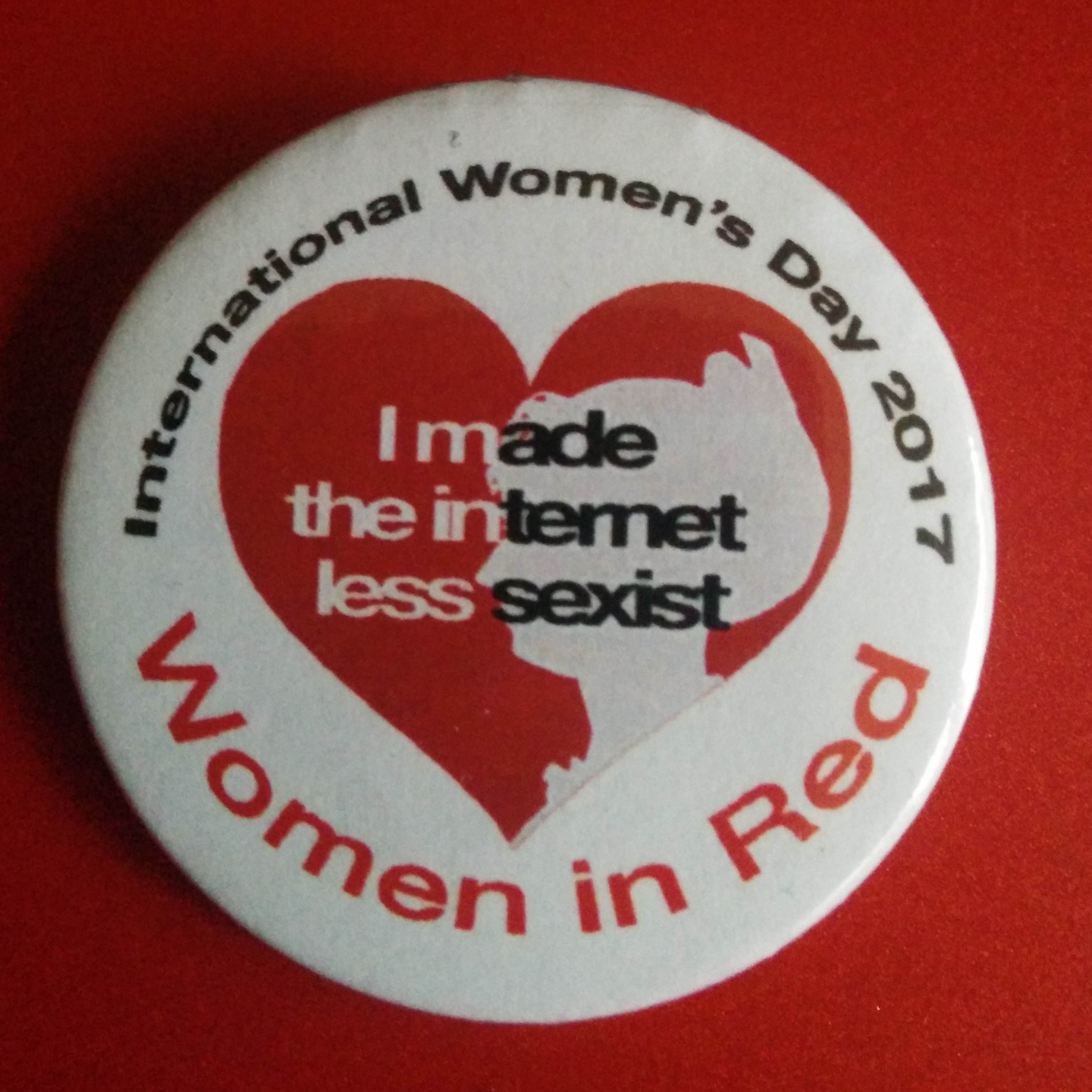
Badge WiR pour la Journée internationale des femmes 2017.

Women in Red organise à travers le monde des ateliers marathon d'écriture, appelés « Edit-a-thons Wikipedia » et héberge en permanence un agenda des contributions à réaliser. Les Edit-a-thons sont des événements organisés ponctuellement pour former de nouveaux contributeurs, de manière à réduire les biais de genre sur Wikipédia et à inclure davantage de contenu concernant des personnalités féminines remarquables. Un autre objectif consiste à augmenter le nombre de femmes éditrices. Bien que Wikipedia se présente comme « l'encyclopédie gratuite que chacun peut améliorer », seulement environ 10 % des rédacteurs sont des femmes,,,. La représentation équitable des femmes sur Wikipedia est un enjeu majeur au regard de l'importance du site. Wikipedia est le cinquième site Web le plus consulté sur Internet, sa version anglophone contient près de 5,5 millions d'articles. Le site existe en outre dans 265 langues différentes, pour un total de 16 milliards de consultations par mois. 
Le projet rassemble et tient à jour 150 agendas de contributions à réaliser pour faciliter la recherche et la création d'articles manquants dans différentes langues. Une version francophone du projet existe et s'intitule Les sans pagEs. En décembre 2016, les rédacteurs de Women in Red avaient soutenu la création de plus de 45 000 articles, portant le pourcentage d'articles recensés dédiés à des personnalités féminines à environ 17 % des articles anglophones. En 2019, ce pourcentage approche les 18 %, le sous-groupe des femmes scientifiques ne représentant elles que 10 % environ des biographies de scientifiques.